# Skipsholmen
Skipsholmen is een klein onbewoond eiland in de Noorse Zee in de provincie Finnmark, Noorwegen. Het ligt tussen de eilanden Rolvsøya en Sørøya.

## Bron
- Het Grote ANWB-Wegenboek